# زیگفرید ملزیگ
زیگفرید ملزیگ (انگلیسی: Siegfried Melzig؛ زادهٔ ۱۲ ژوئیهٔ ۱۹۴۰) بازیکن فوتبال اهل آلمان است.
از باشگاه‌هایی که در آن بازی کرده‌است می‌توان به باشگاه فوتبال اسنابروک اشاره کرد.